# Ivanovo, Rusija
Ivanovo [ivánovo] (rusko Ива́ново) je mesto v Rusiji, upravno središče Ivanovske oblasti. Leta 2010 je imelo 403.036 prebivalcev.
Ivanovo je znano kot »Mesto nevest«, »Domovina prvega sovjeta«, »Bombažni kraj«, tekstilna prestolnica Rusije in tudi »Ruski in Rdeči Manchester«.